# Айман Бен Мохамед
Айман Бен Мохамед (англ. Ayman Ben Mohamed, араб. ايمن بن محمد; нар. 8 грудня 1994, Лондон) — ірландський і туніський футболіст, півзахисник французького клубу «Гавр» і національної збірної Тунісу.

## Клубна кар'єра
Народився в Лондоні в родині тунісця і ірландки. У дворічному віці родина переїхала до Ірландії, де хлопець і почав займатися футболом.
У дорослому футболі дебютував 2013 року виступами за команду Університетського коледжу Дубліна, в якій провів два сезони, взявши участь у 17 матчах чемпіонату. 
Згодом протягом 2015—2016 років грав за «Лонгфорд Таун» та «Богеміан».
2016 року перебрався на батьківщину батька, відізвавшись на запрошенн клубу «Есперанс». Кар'єра в Тунісі не склалася, не в останню чергу через важку травму хрестоподібних зв'язок, через яку він лишався поза футболом понад року.
2019 року контракт гравця з «Есперансом» завершився і він повернувся до Європи, де на правах вільного агента приєднався до французького друголігового «Гавра».

## Виступи за збірну
2018 року дебютував в офіційних матчах у складі національної збірної Тунісу.
У складі збірної був учасником Кубка африканських націй 2019 року в Єгипті, на якому виходив на поле у двох іграх.